# Ernst Kaempfe
Ernst Kaempfe (* 31. Dezember 1877 in Moskau; † nach 1945) war ein preußischer Verwaltungsjurist und Landrat in den Landkreisen Ruppin (1921–1933) und Guben (1933–1945).

## Leben
Sein gleichnamiger Vater war Kaufmann, seine Mutter war Antonie, geb. Hartmann. Die Familie lebte in Magdeburg.
Ernst Kaempfe studierte u. a. in Tübingen (1896–1898) Justizwissenschaften. In Tübingen war er Angehöriger des Corps Rhenania Tübingen. Mit Ablegung des ersten Staatsexamens wurde er 1899 zum Gerichtsreferendar und am 3. Februar 1905 nach Ablegung der Großen Staatsprüfung und bei gleichzeitigem Übergang in die Preußische Verwaltung des Inneren zum Regierungsassessor ernannt. Zuvor wurde Kaempfe 1901 in Freiburg im Breisgau mit der Schrift: „Der Einfluß nachfolgender Unmöglichkeit der Leistung auf obligatorische Rechtsverhältnisse nach gemeinem Recht und nach dem Recht des BGB“ zum Dr. jur. promoviert.
Seit 1909 gehörte Ernst Kaempfe dem Kolonialdienst an, zeitweise war er im Verwaltungsdienst in Deutsch-Ostafrika. So war er als Regierungsassessor kommissarisch Bezirksamtmann, von Mai 1910 bis 1911 in Moschi und von 1912 bis März 1916, später als Regierungsrat, in Arusha. Zurück in Preußen erhielt er später die Charakterisierung als Geheimer Regierungsrat.
Ab 1920 war er Hilfsarbeiter im Finanzministerium, bevor er zum 1. Juni 1921 (zunächst kommissarisch) Landratsamtsverwalter in Ruppin wurde, wo am 6. April 1933 seine Versetzung in den einstweiligen Ruhestand folgte, dort ersetzte ihn Friedrich von Uslar-Gleichen. Nachfolgend war Kaempfe von 1933 bis 1945 Landrat in Guben.